# جوانا كورتيز
جوانا كورتيز (بالبرتغالية: Joana Cortez) مواليد 11 يناير 1979 في ريو دي جانيرو، هي لاعبة كرة مضرب برازيلية سابقة بدأت مسيرتها كمحترفة سنة 1997 وكانت تلعب باليد اليسرى، اعتزلت اللعب في 2008. أعلى تصنيف لها في الفردي كان 204. أعلى تصنيف لها في الزوجي كان 115. سبق أن شاركت في دورة الألعاب الأولمبية الصيفية.

## الميداليات
| الميدالية | المسابقة               |
| --------- | ---------------------- |
| ذهبية     | دورة الألعاب الأمريكية |
| ذهبية     | دورة الألعاب الأمريكية |
| برونزية   | دورة الألعاب الأمريكية |

## وصلات خارجية
- جوانا كورتيز على موقع رابطة محترفات التنس (الإنجليزية)
- جوانا كورتيز على موقع الاتحاد الدولي لكرة المضرب (الإنجليزية)
- جوانا كورتيز على موقع كأس بيلي جين كينغ (الإنجليزية)
- جوانا كورتيز على موقع خلاصة التنس.كوم (الإنجليزية)
- جوانا كورتيز على موقع أوليمبيديا (الإنجليزية)

- الموقع الرسمي